# 百匯班台
百匯班台全稱百匯班台有限公司（英文：Parkway Pantai Ltd），為新加坡的一家國際醫療集團，為亞洲最大型的私家醫療集團之一，於全球旗下有17間醫院，總裁兼任董事總經理為陳詩龍醫生。

## 所屬醫療机构

### 中国大陆
- 百汇医疗（中国） （页面存档备份，存于）

### 香港
- 港怡醫院[1][2][3]

### 新加坡
- 东海岸医院（英语：Parkway East Hospital）
- 鹰阁医院（英语：Gleneagles Hospital and Medical Centre）
- 伊丽莎白医院（英语：Mount Elizabeth Hospital）
- 伊丽莎白诺维娜医院（英语：Mount Elizabeth Novena Hospital）

### 马来西亚
- 槟城班台医院（英语：Pantai Hospital Penang）
- 吉隆坡鹰阁医院（英语：Gleneagles Kuala Lumpur）
- 槟城鹰阁医院（英语：Gleneagles Penang）